# Frei Gaspar
Frei Gaspar é um município brasileiro do estado de Minas Gerais. Sua população recenseada em 2022 era de 5 640 habitantes.

## História
Ocupado tradicionalmente por diversos povos indígenas situados na bacia hidrográfica do rio Mucuri, genericamente denominados como botocudos e que formavam várias nações como os dos crenaques, dos Naknenuk, dos Pojichás, dos maxacalis e dos jiporoques, as origens históricas do município de Frei Gaspar se confundem com as de Itambacuri, um aldeamento indígena formado no século XIX que se tornou município e do qual Frei Gaspar se emanciparia politicamente somente em meados do século seguinte.
A ocupação contemporânea do município de Frei Gaspar está diretamente associada às atividades de colonização territorial empreendidas no século XIX pela Companhia de Navegação e Comércio do Mucuri (a "Companhia do Mucuri") que foi dirigida entre 1847 a 1863 pelo político, jornalista e empresário Teófilo Ottoni e, na década de 1870, às ações de catequese católica desenvolvidas pelo missionário capuchinho frei Serafim de Gorízia e de seu auxiliar imediato, o frei Ângelo de Sassoferrato.
Após a consolidação da colonização efetuada pela Companhia do Mucuri e a assimilação dos povos indígenas pela política de aldeamentos entre o final do século XIX e início do século XX, algumas áreas ficam marginalizadas desse processo de ocupação territorial, como ocorreu com as terras onde se formou o povoado de "Baixinha Quente" entre as décadas de 1920 e 1930. Este povoado constituiria o assentamento humano que posteriormente mudou seu nome "Conceição" e depois, em 1938, passou a ser designado como "Frei Gaspar", um distrito municipal de Itambacuri que veio a ser transformado em sede do município durante a década de 1960 por meio da lei estadual nº 2.764, de 30 de dezembro de 1962.
A partir de sua emancipação política, o município de Frei Gaspar teve como seu primeiro prefeito o colono Mustafá Pimenta Bukzem, de origem libanesa.